# Leptophoca
Leptophoca és un gènere extint de mamífers carnívors de la família de les foques (Phocidae) que visqueren al nord de l'oceà Atlàntic des del Miocè inferior fins al Pliocè superior, fa entre 2,6 i 20,4 milions d'anys. Se n'han trobat restes fòssils a Bèlgica, els Estats Units i els Països Baixos. Són els focins més primitius coneguts. L'espècie L. amphiatlantica, que, com indica el seu nom, ha estat descoberta a banda i banda de l'Atlàntic, es considera un nomen dubium. El nom genèric Leptophoca significa ‘foca esvelta’.